# 格林瓦利鎮區 (明尼蘇達州貝克縣)
格林瓦利鎮區（英語：Green Valley Township）是位於美國明尼蘇達州貝克縣的一個行政鎮區。

## 地方資料
格林瓦利鎮區的面積為93.10平方千米，當中陸地面積為91.80平方千米，而水域面積為1.30平方千米。根據2020年美國人口普查的數據，當地共有人口348人，而人口密度為每平方千米3.74人。